# Spominski znak Nanos 1991
Spominski znak Nanos 1991 je spominski znak Slovenske vojske, ki je namenjen pripadnikom takratne TO RS, ki so sodelovali pri varovanju in vzdrževanju pretvornika RTV Nanos med slovensko osamosvojitveno vojno.

## Opis
Spominski znak ima obliko ščita in je zelene ter rdeče barve. Znak ima na zgornjem delu z zlatimi črkami napisano NANOS, na spodnjem delu pa letnico 1991. Na sredini znaka je obris hriba Nanosa s pretvornikom. (Uradni list RS št. 41/95)

## Nosilci
- seznam nosilcev spominskega znaka Nanos 1991